# Josh McErlean
Joshua McErlean (Kilrea, 16 luglio 1999) è un pilota di rally irlandese.

## Carriera
McErlean ha debuttato nel mondo dei Rally nel 2014; nel 2021 è entrato a far parte del programma giovani di Hyundai Motorsport. Nel 2024 ha firmato per il team Toksport per gareggiare nel mondiale WCR2. Dal 2025 gareggia con M-Sport alla guida di una Ford.

## Palmarès
- 2  Campione Junior 1000 Rally Challenge (Irlanda del Nord): 2015, 2016
- 1  Campione Junior 1000 (Gran Bretagna): 2016
- 1  Campione britannico Junior: 2019

### Vittorie nei rally
| #  | Stagione | Evento                                           | Campionato                  | Co-pilota       | Auto                   |
| -- | -------- | ------------------------------------------------ | --------------------------- | --------------- | ---------------------- |
| 1  | 2014     | Junior Turkey Run                                | Junior 1000 Rally Challenge | Thomas McErlean | Peugeot 107            |
| 2  | 2015     | New Year Stages Junior Rally                     | Junior 1000 Rally Challenge | Thomas McErlean | Peugeot 107            |
| 3  | 2015     | Eurocables Stages Junior Rally                   | Junior 1000 Rally Challenge | Damien Duffin   | Peugeot 107            |
| 4  | 2015     | May Day St Angelo Junior Stages Rally            | Junior 1000 Rally Challenge | Thomas McErlean | Peugeot 107            |
| 5  | 2015     | Junior 1000 Summer Stages                        | Junior 1000 Rally Challenge | Thomas McErlean | Peugeot 107            |
| 6  | 2015     | Glyn Memorial Junior Rally                       | Junior 1000                 | Thomas McErlean | Peugeot 107            |
| 7  | 2016     | New Year Stages Junior Rally                     | Junior 1000 Rally Challenge | Thomas McErlean | Peugeot 107            |
| 8  | 2016     | Pacenotes Rally Magazine Junior Stages Rally     | Junior 1000 Rally Challenge | Thomas McErlean | Peugeot 107            |
| 9  | 2016     | Lee Holland Memorial F1000 Junior Stages         | Junior 1000                 | Thomas McErlean | Peugeot 107            |
| 10 | 2016     | May Day Stages Junior Rally                      | Junior 1000 Rally Challenge | Thomas McErlean | Peugeot 107            |
| 11 | 2016     | John Overend Memorial Junior Rally               | Junior 1000                 | Thomas McErlean | Peugeot 107            |
| 12 | 2016     | www.UsedCarParts.co.uk Solway Coast Junior Rally | Junior 1000                 | Thomas McErlean | Peugeot 107            |
| 13 | 2016     | Peter Lloyd Rallying Junior Stages               | Junior 1000                 | Thomas McErlean | Peugeot 107            |
| 14 | 2016     | NHMC Cadwell Park Junior Stages                  | Junior 1000                 | Thomas McErlean | Peugeot 107            |
| 15 | 2016     | Glyn Memorial Junior Rally                       | Junior 1000                 | Thomas McErlean | Peugeot 107            |
| 16 | 2022     | Carlow Rallysprint                               | -                           | -               | Yacar                  |
| 17 | 2024     | Go Tour of the Sperrins                          | Campionato nord-irlandese   | James Fulton    | Volkswagen Polo GTI R5 |
| 18 | 2025     | Jeremy O’Connor Longford Arms Hotel Stages Rally | Campionato irlandese        | Eoin Treacy     | Ford Fiesta Rally2     |

## Risultati nel mondiale rally

### WRC
| 2019 | Scuderia | Vettura        |  |  |  |  |  |  |  |  |  |  |  |     |  |  |  |  | Punti | Pos. |
| ---- | -------- | -------------- |  |  |  |  |  |  |  |  |  |  |  | --- |  |  |  |  | ----- | ---- |
| 2019 |          | Hyundai i20 R5 |  |  |  |  |  |  |  |  |  |  |  | Rit |  |  |  |  | 0     |      |

| 2020 | Scuderia                         | Vettura        |  |  |  |  |  |  |    |  |  |  |  |  |  |  |  |  | Punti | Pos. |
| ---- | -------------------------------- | -------------- |  |  |  |  |  |  | -- |  |  |  |  |  |  |  |  |  | ----- | ---- |
| 2020 | Motorsport Ireland Rally Academy | Hyundai i20 R5 |  |  |  |  |  |  | 17 |  |  |  |  |  |  |  |  |  | 0     |      |

| 2021 | Scuderia | Vettura                             |  |  |  |    |  |  |  |    |  |  |    |    |  |  |  |  | Punti | Pos. |
| ---- | -------- | ----------------------------------- |  |  |  | -- |  |  |  | -- |  |  | -- | -- |  |  |  |  | ----- | ---- |
| 2021 |          | Hyundai i20 R5 Hyundai i20 N Rally2 |  |  |  | 17 |  |  |  | 12 |  |  | 17 | 19 |  |  |  |  | 0     |      |

| 2022 | Scuderia | Vettura              |  |    |  |    |    |  |    |    |     |  |  |    |  |  |  |  | Punti | Pos. |
| ---- | -------- | -------------------- |  | -- |  | -- | -- |  | -- | -- | --- |  |  | -- |  |  |  |  | ----- | ---- |
| 2022 |          | Hyundai i20 N Rally2 |  | 29 |  | 40 | 28 |  | 19 | 34 | Rit |  |  | 21 |  |  |  |  | 0     |      |

| 2023 | Scuderia                         | Vettura              |    |  |  |  |    |    |  |    |    |  |  |    |  |  |  |  | Punti | Pos. |
| ---- | -------------------------------- | -------------------- | -- |  |  |  | -- | -- |  | -- | -- |  |  | -- |  |  |  |  | ----- | ---- |
| 2023 | Motorsport Ireland Rally Academy | Hyundai i20 N Rally2 | 57 |  |  |  | 12 | 15 |  | 16 | 19 |  |  | 44 |  |  |  |  | 0     |      |

| 2024 | Scuderia       | Vettura               |  |  |  |  |   |    |     |    |    |   |  |    |    |  |  |  | Punti | Pos. |
| ---- | -------------- | --------------------- |  |  |  |  | - | -- | --- | -- | -- | - |  | -- | -- |  |  |  | ----- | ---- |
| 2024 | Toksport WRT 2 | Škoda Fabia RS Rally2 |  |  |  |  | 9 | 13 | Rit | 21 | 12 | 9 |  | 11 | 23 |  |  |  | 2     | 27º  |

| 2025 | Scuderia         | Vettura          |   |    |    |     |   |    |    |   |   |  |  |  |  |  |  |  | Punti | Pos. |
| ---- | ---------------- | ---------------- | - | -- | -- | --- | - | -- | -- | - | - |  |  |  |  |  |  |  | ----- | ---- |
| 2025 | M-Sport Ford WRT | Ford Puma Rally1 | 7 | 46 | 10 | Rit | 8 | 34 | 12 | 9 | 7 |  |  |  |  |  |  |  | 20    |      |

| Legenda | 1º posto | 2º posto | 3º posto | A punti | Senza punti | Ritirato | Squalificato | NP=Non partito C=Gara cancellata | Apice=Power stage |

### WRC-2
| 2022 | Scuderia | Vettura              |  |    |  |    |    |  |   |    |     |  |  |    |  |  |  |  | Punti | Pos. |
| ---- | -------- | -------------------- |  | -- |  | -- | -- |  | - | -- | --- |  |  | -- |  |  |  |  | ----- | ---- |
| 2022 |          | Hyundai i20 N Rally2 |  | 13 |  | 19 | 20 |  | 8 | 13 | Rit |  |  | 11 |  |  |  |  | 4     | 44º  |

| 2023 | Scuderia                         | Vettura              |    |  |  |  |   |    |  |   |    |  |  |    |  |  |  |  | Punti | Pos. |
| ---- | -------------------------------- | -------------------- | -- |  |  |  | - | -- |  | - | -- |  |  | -- |  |  |  |  | ----- | ---- |
| 2023 | Motorsport Ireland Rally Academy | Hyundai i20 N Rally2 | 22 |  |  |  | 7 | 10 |  | 8 | 12 |  |  | 19 |  |  |  |  | 11    | 26º  |

| 2024 | Scuderia       | Vettura               |  |  |  |  |   |   |     |   |   |   |  |   |  |  |  |  | Punti | Pos. |
| ---- | -------------- | --------------------- |  |  |  |  | - | - | --- | - | - | - |  | - |  |  |  |  | ----- | ---- |
| 2024 | Toksport WRT 2 | Škoda Fabia RS Rally2 |  |  |  |  | 2 | 8 | Rit | 8 | 7 | 6 |  | 5 |  |  |  |  | 50    | 9º   |

| Legenda | 1º posto | 2º posto | 3º posto | A punti | Senza punti | Ritirato | Squalificato | NP=Non partito C=Gara cancellata | Apice=Power stage |

### WRC-2 Junior/Challenger
| 2022 | Scuderia | Vettura              |  |   |  |   |   |  |   |   |     |  |  |   |  |  |  |  | Punti | Pos. |
| ---- | -------- | -------------------- |  | - |  | - | - |  | - | - | --- |  |  | - |  |  |  |  | ----- | ---- |
| 2022 |          | Hyundai i20 N Rally2 |  | 5 |  | 5 | 8 |  | 3 | 7 | Rit |  |  | 7 |  |  |  |  | 51    | 10º  |

| 2023 | Scuderia                         | Vettura              |    |  |  |  |   |   |  |   |    |  |  |    |  |  |  |  | Punti | Pos. |
| ---- | -------------------------------- | -------------------- | -- |  |  |  | - | - |  | - | -- |  |  | -- |  |  |  |  | ----- | ---- |
| 2023 | Motorsport Ireland Rally Academy | Hyundai i20 N Rally2 | 15 |  |  |  | 2 | 7 |  | 6 | 10 |  |  | 17 |  |  |  |  | 33    | 11º  |

| 2024 | Scuderia       | Vettura               |  |  |  |  |   |   |     |   |   |   |  |   |  |  |  |  | Punti | Pos. |
| ---- | -------------- | --------------------- |  |  |  |  | - | - | --- | - | - | - |  | - |  |  |  |  | ----- | ---- |
| 2024 | Toksport WRT 2 | Škoda Fabia RS Rally2 |  |  |  |  | 2 | 7 | Rit | 7 | 5 | 5 |  | 5 |  |  |  |  | 60    | 6º   |

| Legenda | 1º posto | 2º posto | 3º posto | A punti | Senza punti | Ritirato | Squalificato | NP=Non partito C=Gara cancellata | Apice=Power stage |

### WRC-3
| 2020 | Scuderia                         | Vettura        |  |  |  |  |  |  |   |  |  |  |  |  |  |  |  |  | Punti | Pos. |
| ---- | -------------------------------- | -------------- |  |  |  |  |  |  | - |  |  |  |  |  |  |  |  |  | ----- | ---- |
| 2020 | Motorsport Ireland Rally Academy | Hyundai i20 R5 |  |  |  |  |  |  | 7 |  |  |  |  |  |  |  |  |  | 6     | 26º  |

| 2021 | Scuderia | Vettura                             |  |  |  |   |  |  |  |   |  |  |   |   |  |  |  |  | Punti | Pos. |
| ---- | -------- | ----------------------------------- |  |  |  | - |  |  |  | - |  |  | - | - |  |  |  |  | ----- | ---- |
| 2021 |          | Hyundai i20 R5 Hyundai i20 N Rally2 |  |  |  | 5 |  |  |  | 5 |  |  | 3 | 6 |  |  |  |  | 46    | 9º   |

| Legenda | 1º posto | 2º posto | 3º posto | A punti | Senza punti | Ritirato | Squalificato | NP=Non partito C=Gara cancellata | Apice=Power stage |

## Risultati nell'ERC
| Anno | Scuderia                         | Vettura              | 1      | 2   | 3       | 4      | 5      | 6   | 7      | 8       | Pos. | Punti |
| ---- | -------------------------------- | -------------------- | ------ | --- | ------- | ------ | ------ | --- | ------ | ------- | ---- | ----- |
| 2020 | Motorsport Ireland Rally Academy | Hyundai i20 R5       | ROM    | LIE | FAF     | UNG 11 | ISO 19 |     |        |         | 30°  | 5     |
| 2021 | Motorsport Ireland Rally Academy | Hyundai i20 R5       | POL    | LIE | ROM Rit | BAR    | AZZ    | SER | UNG    | ISO     |      | 0     |
| 2023 | Motorsport Ireland Rally Academy | Hyundai i20 N Rally2 | SER 19 | ISO | POL 7   | LIE 43 | SCA 31 | ROM | BAR 12 | UNG Rit | 13°  | 39    |